# Ревуцький Анатолій Миколайович
Ревуцький Анатолій Миколайович (нар. 2 грудня 1962 року) — український футбольний функціонер. З 2007 до 2011 був президентом «Прикарпаття».